# 古列爾莫·貢扎加
古列爾莫·貢扎加（義大利語：Guglielmo Gonzaga，1538年4月24日—1587年8月14日），曼切華公爵，1550年至1587年在位。

## 家庭
1561年，古列爾莫與奧地利的艾蕾諾爾結婚，兩人共有1子2女：
1. 溫琴佐一世（1562年—1612年）[1]
2. 瑪格麗塔（英语：Margherita Gonzaga, Duchess of Ferrara）（1564年—1618年）[1]
3. 安娜·卡特琳娜（英语：Anna Juliana Gonzaga）（1566年—1621年）[1]